# Карамчакова, Наталья Алексеевна
Наталья Алексеевна Карамчакова (род. 1975) — советская и российская спортсменка, мастер спорта международного класса.

## Биография
Родилась 7 мая 1975 года в аале Усть-Таштып Аскизского района Хакасской автономной области, ныне Республика Хакасия, в многодетной семье, где росло десять детей. Её сёстры — Инга, Лидия, Татьяна и брат Андрей, тоже стали известными спортсменами.
Вольной борьбой начала заниматься в Абакане с 1993 года, также занималась дзюдо в Абакане. Выступала за красноярские СДЮШОР и клуб ЦСКА. Её тренерами были брат Андрей Карамчаков (с 1993 года), а также Виктор Райков и Валерий Алексеев (с 1998 года).
Стала вице-чемпионкой мира и чемпионкой Европы. В 2004 году Наталья из-за женитьбы и рождения дочери была вынуждена сделать перерыв в занятиях спортом. Вернулась на ковер через два года, надеясь выступить на Олимпиаде 2008 года в Пекине. Была приглашена в сборную команду России в 2007 году и участвовала в Кубке мира, который проходил в Красноярске. Выступление оказалось неудачным, а после соревнований у Карамчаковой был обнаружен запрещенный препарат — метаболит метандиенон, из-за чего она была оштрафована, и вместе с тренером Валерием Алексеевым была дисквалифицирована на два года, что практически означало для спортсменки завершение карьеры. 
Замужем за своим тренером Валерием Алексеевым, в семье растёт дочь Александра.

## Спортивные достижения

### Чемпионаты мира
| Соревнования                  | Сборная | Весовая категория | Место   |
| ----------------------------- | ------- | ----------------- | ------- |
| Чемпионат мира по борьбе 1999 | Россия  | 51 кг             | 5       |
| Чемпионат мира по борьбе 2001 | Россия  | 51 кг             | 5       |
| Чемпионат мира по борьбе 2003 | Россия  | 51 кг             | Серебро |

### Чемпионаты Европы
| Соревнования                    | Сборная | Весовая категория | Место  |
| ------------------------------- | ------- | ----------------- | ------ |
| Чемпионат Европы по борьбе 1999 | Россия  | 51 кг             | 4      |
| Чемпионат Европы по борьбе 2003 | Россия  | 51 кг             | Золото |
| Чемпионат Европы по борьбе 2004 | Россия  | 55 кг             | Бронза |

### Кубок Мира
| Соревнования                      | Сборная | Весовая категория | Место  |
| --------------------------------- | ------- | ----------------- | ------ |
| Кубок мира по женской борьбе 2001 | Россия  | 51 кг             | 6      |
| Кубок мира по женской борьбе 2002 | Россия  | 55 кг             | Бронза |
| Кубок мира по женской борьбе 2004 | Россия  | 55 кг             | Бронза |
| Кубок мира по женской борьбе 2006 | Россия  | 55 кг             | 5      |
| Кубок мира по женской борьбе 2007 | Россия  | 55 кг             | 5      |